# André Mourlon
André Mourlon (ur. 9 października 1903 w Paryżu, zm. 31 lipca 1970 tamże) – francuski lekkoatleta (sprinter), dwukrotny uczestnik igrzysk olimpijskich.
Wystąpił na igrzyskach olimpijskich w 1924 w Paryżu, gdzie odpadł w półfinale biegu na 200 metrów, w ćwierćfinale biegu na 100 metrów oraz zajął 5. miejsce w finale sztafety 4 × 100 metrów.
Na igrzyskach olimpijskich w 1928 w Amsterdamie zajął 4. miejsce w sztafecie 4 × 100 metrów. Na tych samych igrzyskach odpadł w ćwierćfinałach biegów na 100 metrów i na 200 metrów.
Był mistrzem Francji w biegu na 100 metrów w latach 1923–1925 oraz w biegu na 200 metrów w latach 1922–1926 i 1929, wicemistrzem w biegu na 100 metrów w 1921, 1922, 1929 i 1930 oraz brązowym medalistą w biegu na 200 metrów w 1928, 1930 i 1933.
Dwukrotnie poprawiał rekord Francji w biegu na 100 metrów do czasu 10,6 s uzyskanego 17 lipca 1927 w Colombes oraz również dwukrotnie w biegu na 200 metrów do wyniku 21,6 s osiągniętego 22 1924 w Colombes. Był także trzykrotnym rekordzistą Francji w sztafecie 4 × 100 metrów do wyniku 41,6 uzyskanego 10 czerwca 1928 w Colombes.
Jego starszy brat René Mourlon był także sprinterem, trzykrotnym olimpijczykiem, wicemistrzem olimpijskim z 1920.